# Eddie Cheever
Edward McKay Cheever Jr. (Phoenix, Arizona, Estados Unidos; 10 de enero de 1958) más conocido como Eddie Cheever, es un expiloto y dueño de equipo de automovilismo estadounidense con casi 30 años de experiencia en categorías profesionales de monoplazas y sport prototipos.
Es el estadounidense que más carreras de Fórmula 1 disputadas, con un total de 143 participaciones y 132 largadas con nueve escuderías diferentes desde 1978 hasta 1989. Logró nueve podios y un total de 70 puntos. Sus mejores resultados de campeonato fueron séptimo en 1983 con Renault y décimo en 1987 con Arrows.
También obtuvo nueve victorias en el Campeonato Mundial de Resistencia, la mayoría de ellas como piloto oficial de Jaguar entre 1986 y 1988, resultando además cuarto en dos temporadas.
Cheever compitió en la CART y la Indy Racing League en distintas etapas desde 1986 hasta 2006. Logró cinco victorias, una de ellas en las 500 Millas de Indianápolis de 1998, y resultó tercero en la IRL en las temporadas 1996/97 y 2000.

## Comienzos
Nacido en Phoenix (Arizona, Estados Unidos), se trasladó siendo niño a Roma, donde a la edad de 8 años tomó contacto con el mundo del motor cuando su padre lo llevó a una carrera en Monza.
Empezó con las carreras de karts y a la edad de 15 años, ganó campeonatos de karting tanto italianos como europeos.
Más tarde participó en todas las categorías de fórmula europeas. Corrió con el equipo de Danny Sullivan en Fórmula 3, y luego fue subcampeón 1977 de la Fórmula 2 Europea con el equipo Project Four de Ron Dennis. 

## Fórmula 1
Su debut en la Fórmula 1 tuvo lugar en el Gran Premio de Argentina en 1978 a la edad de 20 años, aunque no logró clasificarse para formar parte de la parrilla de salida. Sí lo consiguió en el Gran Premio de Sudáfrica en el circuito de Kyalami a los mandos de un Hesketh, pero un problema de motor le obligó a abandonar en la octava vuelta.
Dos temporadas más tarde corrió regularmente con el equipo Osella, pero solo acabó una de diez carreras.

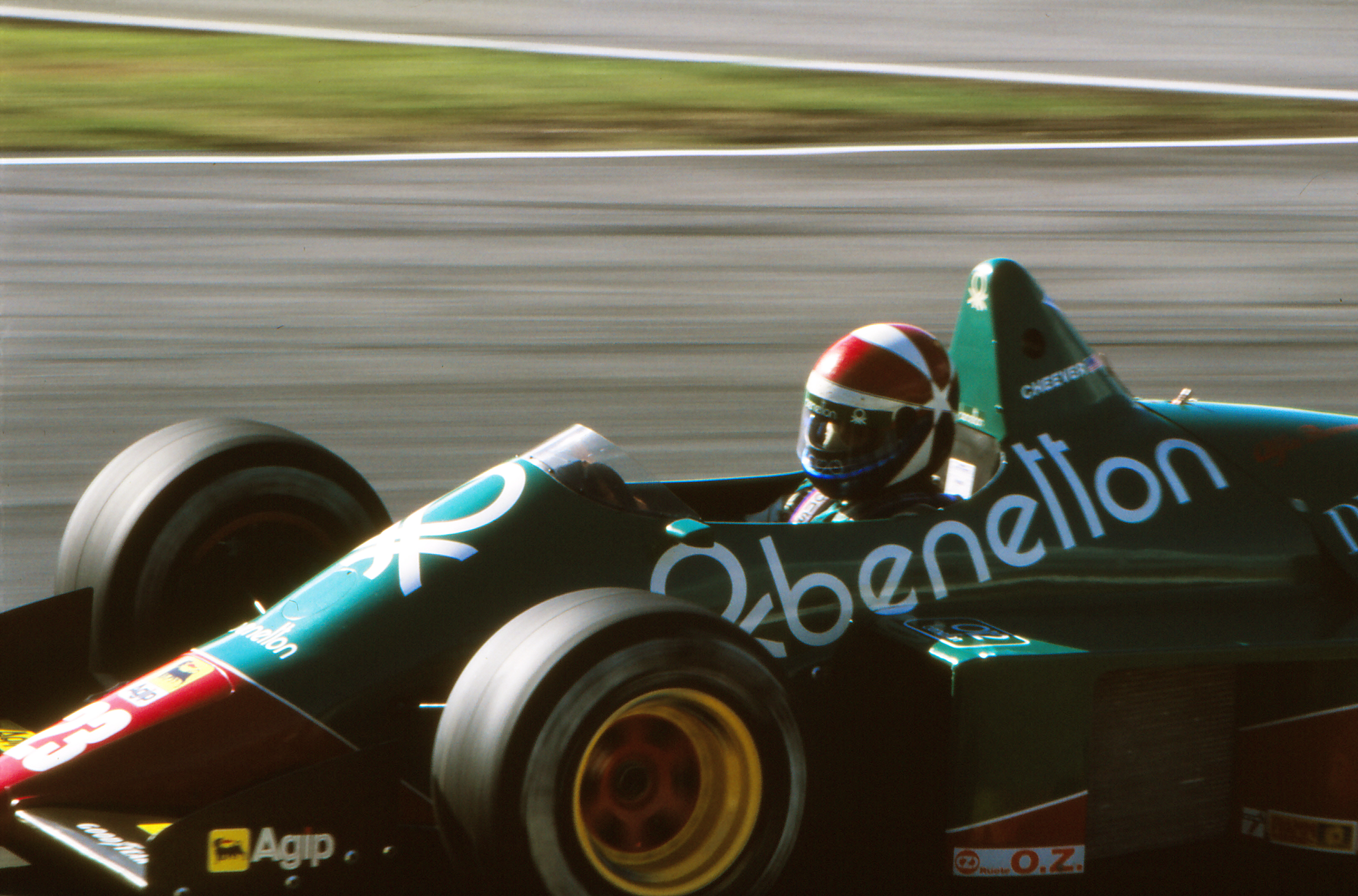
Cheever a bordo del Alfa Romeo 185T de 1985.

Cambió repetidamente de equipo para mejorar sus posiciones en la parrilla de salida, consiguiendo para Tyrrell en 1981 cinco puntos finales de campeonato y al año siguiente logró tres podios para la escudería Ligier, incluyendo un segundo puesto en Detroit en el Gran Premio de Estados Unidos
El año 1983 fue el mejor para su carrera en la Fórmula 1, firmó contrato con Renault y formó equipo junto a Alain Prost, figurando como candidatos al triunfo final. Cheever hizo una labor de equipo ayudando al número uno de la escudería consiguiendo cuatro podios y 22 puntos finales, pero la decepción del equipo al perder los títulos de piloto y de constructores provocó al final de la temporada la sustitución de ambos.
Durante las seis siguientes temporadas nunca tuvo un coche verdaderamente competitivo. Su último podio lo consiguió con la escudería Arrows en el Gran Premio de Estados Unidos en Phoenix su ciudad natal donde quedó tercero.
En su paso por la Fórmula 1 formó parte de nueve escuderías: Theodore, Hesketh, Osella, Tyrrell, Ligier, Renault, Alfa Romeo, Haas y Arrows.

## Campeonato de deportivos
Desde 1986 hasta 1988, Cheever ganó ocho carreras del Campeonato Mundial de Resistencia para Jaguar. Resultó quinto en el campeonato de pilotos de 1986, y cuarto en 1987 y 1988. Su mejor resultado en las 24 Horas de Le Mans fue quinto en 1987 a bordo de un XJR-8 y junto a Raul Boesel y Jan Lammers.

## Estados Unidos
En 1990 se trasladó a Estados Unidos para correr en la serie CART con el equipo Ganassi. Logró dos terceros puestos, dos cuartos y nueve resultados puntuables en 16 carreras, por lo que culminó noveno en el campeonato de pilotos. Asimismo, acabó octavo en las 500 Millas de Indianápolis y fue nombrado novato del año.

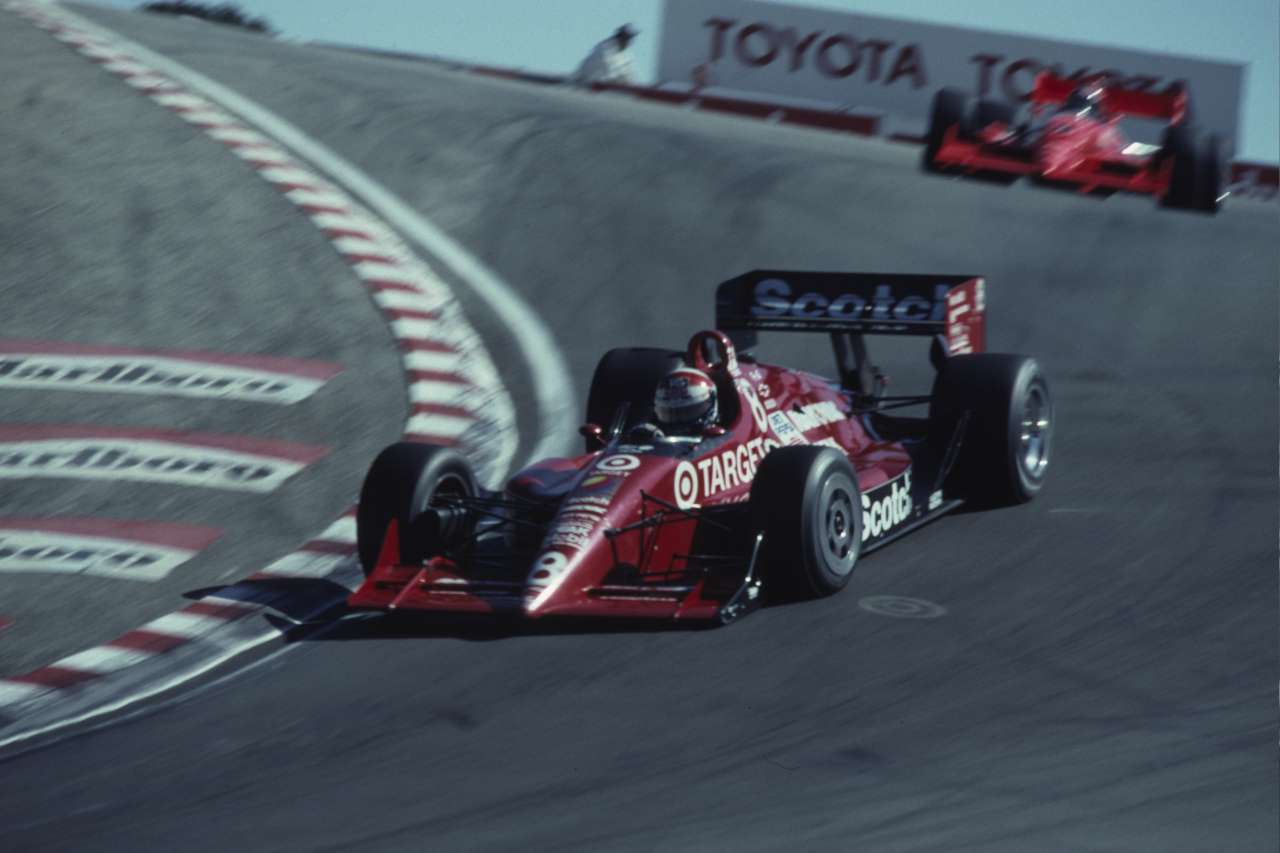
Eddie Cheever en Laguna Seca en 1991.

Cheever obtuvo un tercer puesto, tres top 5 y 12 top 10 en la temporada 1991, de modo que repitió la novena colocación final. Continuando con Ganassi en 1992, obtuvo un segundo lugar, tres cuartos (uno de ellos en las 500 Millas de Indianápolis) y un quinto, pero abandonó en seis carreras. Así, quedó décimo en la tabla general.
En 1993 y 1994, el estadounidense compitió esporádicamente en la CART con distintos equipos. Puntuó en cuatro carreras en 1993 y en una en 1994, sin lograr ningún top 5. Foyt fichó al piloto en 1995, logrando un cuarto lugar, un quinto, un séptimo y un décimo que lo dejaron en la 18.ª posición de campeonato.
En 1996 se constituyó la Indy Racing League y Cheever corrió las tres primeras carreras con Menard. Para la temporada 1996/97 formó su propio equipo; obtuvo una victoria, un cuarto y dos sextos, obteniendo así la tercera posición de campeonato por detrás de Tony Stewart y Davey Hamilton, y empatando con Marco Greco. En 1998, ganó las 500 Millas de Indianápolis y terminó noveno en el campeonato.
Cheever ganó la primera fecha de la IRL 1999, tras lo cual obtuvo dos cuartos lugares, un sexto y cinco abandonos en 11 carreras, quedando séptimo en la tabla general. En 2000 acumuló un triunfo, un segundo puesto, un tercero, un cuarto y un quinto en las 500 Millas de Indianápolis, quedando así tercero en el campeonato por detrás de Buddy Lazier y Scott Goodyear.
El piloto logró su última victoria en la IRL en 2001. También consiguió un tercer puesto, un cuarto, un sexto y un noveno. Sin embargo, abandonó en las demás ocho carreras, y quedó octavo en el campeonato. En 2002, llegó quinto en las 500 Millas de Indianápolis y Chicagoland, y llegó entre los diez primeros en siete de 15 carreras. Culminó décimo en el clasificador final, tras lo cual se retiró como piloto.
En paralelo a su actividad en la IRL, Cheever disputó el minitorneo de stock cars International Race of Champions, resultando séptimo en 1999, quinto en 2000 y cuarto en 2001. Logró una victoria, dos terceros puestos y cinco top 5 en 12 carreras disputada. 
Cheever volvió como piloto de su propio equipo de la IndyCar en 2006. Llegó décimo en la primera fecha, y arribó a meta en seis de siete carreras disputadas. Ese mismo año, disputó la Grand-Am Rolex Sports Car Series, también con su equipo, logrando un segundo lugar en Homestead. En 2007 corrió las dos primeras fechas de la serie Grand-Am.

## Resultados

### Fórmula 1
(Clave) (negrita indica pole position) (cursiva indica vuelta rápida)

| Año     | Escudería                      | 1       | 2       | 3       | 4       | 5       | 6       | 7       | 8       | 9       | 10      | 11      | 12      | 13      | 14      | 15      | 16      | Pos. | Puntos |
| ------- | ------------------------------ | ------- | ------- | ------- | ------- | ------- | ------- | ------- | ------- | ------- | ------- | ------- | ------- | ------- | ------- | ------- | ------- | ---- | ------ |
| 1978    | Theodore Racing Hong Kong      | ARG DNQ | BRA DNQ |         |         |         |         |         |         |         |         |         |         |         |         |         |         | NC   | 0      |
| 1978    | Olympus Cameras Hesketh Racing |         |         | RSA Ret | USW     | MON     | BEL     | ESP     | SWE     | FRA     | GBR     | GER     | AUT     | NED     | ITA     | USA     | CAN     | NC   | 0      |
| 1980    | Osella Squadra Corse           | ARG DNQ | BRA DNQ | RSA Ret | USW Ret | BEL DNQ | MON DNQ | FRA Ret | GBR Ret | GER Ret | AUT Ret | NED Ret | ITA 12  | CAN Ret | USA Ret |         |         | NC   | 0      |
| 1981    | Team Tyrrell                   | USW 5   | BRA NC  | ARG Ret | SMR Ret | BEL 6   | MON 5   | ESP NC  | FRA 13  | GBR 4   | GER 5   | AUT DNQ | NED Ret | ITA Ret | CAN 12  | LVG Ret |         | 12.º | 10     |
| 1982    | Equipe Talbot Gitanes          | RSA Ret | BRA Ret | USW Ret | SMR     | BEL 3   | MON Ret | USE 2   | CAN 10  | NED DNQ | GBR Ret | FRA 16  | GER Ret | AUT Ret | SUI NC  | ITA 6   | LVG 3   | 12.º | 15     |
| 1983    | Equipe Renault Elf             | BRA Ret | USW 13  | FRA 3   | SMR Ret | MON Ret | BEL 3   | USE Ret | CAN 2   | GBR Ret | GER Ret | AUT 4   | NED Ret | ITA 3   | EUR 10  | RSA 6   |         | 7.º  | 22     |
| 1984    | Benetton Team Alfa Romeo       | BRA 4   | RSA Ret | BEL Ret | SMR 7   | FRA Ret | MON DNQ | CAN 11  | USE Ret | USA Ret | GBR Ret | GER Ret | AUT Ret | NED 13  | ITA 9   | EUR Ret | POR 17  | 16.º | 3      |
| 1985    | Benetton Team Alfa Romeo       | BRA Ret | POR Ret | SMR Ret | MON Ret | CAN 17  | USE 9   | FRA 10  | GBR Ret | GER Ret | AUT Ret | NED Ret | ITA Ret | BEL Ret | EUR 11  | RSA Ret | AUS Ret | NC   | 0      |
| 1986    | Haas Lola                      | BRA     | ESP     | SMR     | MON     | BEL     | CAN     | USE Ret | FRA     | GBR     | GER     | HUN     | AUT     | ITA     | POR     | MEX     | AUS     | NC   | 0      |
| 1987    | USF&G Arrows Megatron          | BRA Ret | SMR Ret | BEL 4   | MON Ret | USE 6   | FRA Ret | GBR Ret | GER Ret | HUN 8   | AUT Ret | ITA Ret | POR 6   | ESP 8   | MEX 4   | JPN 9   | AUS Ret | 10.º | 8      |
| 1988    | USF&G Arrows Megatron          | BRA 8   | SMR 7   | MON Ret | MEX 6   | CAN Ret | USE Ret | FRA 11  | GBR 7   | GER 10  | HUN Ret | BEL 6   | ITA 3   | POR Ret | ESP Ret | JPN Ret | AUS Ret | 12.º | 6      |
| 1989    | USF&G Arrows                   | BRA Ret | SMR 9   | MON 7   | MEX 7   | USA 3   | CAN Ret | FRA 7   | GBR DNQ | GER 12  | HUN 5   | BEL Ret | ITA DNQ | POR Ret | ESP Ret | JPN 8   | AUS Ret | 11.º | 6      |
| Fuente: |                                |         |         |         |         |         |         |         |         |         |         |         |         |         |         |         |         |      |        |